# Cirilo Peralta
Cirilo Peralta, auch bekannt unter dem Spitznamen El Diablo, ist ein ehemaliger mexikanischer Fußballspieler auf der Position eines Stürmers.
Von 1970 bis 1973 stand Peralta beim Club Deportivo Zacatepec unter Vertrag und erzielte in diesem Zeitraum insgesamt 29 Tore in der höchsten mexikanischen Spielklasse, womit er der fünfterfolgreichste Torjäger der Vereinsgeschichte in der höchsten Spielklasse ist. In seiner letzten Saison 1972/73 bei den  Cañeros erzielte Peralta 14 Treffer, wodurch er in den Top 5 der Torjägerliste dieser Spielzeit landete. Anschließend wechselte er zum Club Deportivo Guadalajara, bei dem er in den Spielzeiten 1974/75 und 1975/76 unter Vertrag stand und für den er insgesamt 13 Tore in der Liga erzielte.